# Kronomyia pilosa
Kronomyia pilosa är en tvåvingeart som först beskrevs av Boris Mamaev 1964.  Kronomyia pilosa ingår i släktet Kronomyia och familjen gallmyggor. Inga underarter finns listade i Catalogue of Life.